# Август фон Рехберг
Август Йозеф Георг Йохан Непомук Тадеус Гуидо фон Рехберг и Ротенльовен (на немски: August Joseph Georg Johann Nepomuk Thaddäus Guido von Rechberg und Rothenlöwen) от благородническия швабски род Рехберг е граф фон Рехберг и Ротенльовен цу Хоенрехберг (при Швебиш Гмюнд) и кралски баварски „президент на баварския обер-апелационен съд“.

## Биография
Роден е на 11 септември 1783 година. Той е най-малкият син (от 14 деца) на фрайхер (от 1810 граф) Максимилиан фон Рехберг (1736 – 1819) и съпругата му фрайин Валпурга Мария Терезия Геновефа фон и цу Зандицел (1744 – 1818), дъщеря на фрайхер Максимилиан Емануел Франц Йохан Поликарп Зандицел (* 1702) и графиня Максимилиана Мария Моравитцка фон Руднитц.
Брат му Алойз фон Рехберг (1766 – 1849) е от 1817 г. баварски министър на външните работи, а брат му баварският генерал Антон фон Рехберг (1776 – 1837) се жени 1814 г. в пфалцската линия на Вителсбахите.
Август Йозеф фон Рехберг умира на 62 години на 15 април 1846 г. в Мюнхен на 62-годишна възраст.

## Фамилия
Август фон Рехберг se жени в Минделхайм на 31 май 1831 г. за Мария Антоанета Франциска Шанценбах (* 14 юни 1795, Нойщат/Хардт; † 9 май 1877, Залцбург), дъщеря на рицар Георг Михаел фон Шанценбах и фрайин Йозефина фон Хардунг. Те имат две дъщери:
- Луиза (Лудовика) Антония Августа (* 12 септември 1832; † ноември 1920, Баден при Виена), омъжена на 4 ноември 1880 в Залцбург за Георг Латцлшпергер († 20 декември 1895)
- Паулина Антония Августа (* 21 юли 1837, Вюрцбург; † 1 февруари 1869, Залцбург), омъжена на 4 февруари 1860 г. във Вюрцбург за фрайхер Вернер Рихард фон Лаферт (* 18 януари 1818; † 27 август 1906)